# Группа Мегаполис
Управляющая организация ООО «Группа Мегаполис» создана в 1993 году как топливная компания «Мегаполис». Холдинг «Группа Мегаполис» управляет активами в следующих сферах: лёгкой промышленности, химической промышленности и топливно-энергетическом комплексе. Генеральный директор холдинга «Группа Мегаполис» — Грозов Александр Викторович.
Под управлением компании находятся:
- Лёгкая промышленность
  - Торгово-промышленная компания «ДМ Текстиль», производственной площадкой которой является фабрика по производству махровых и вафельных изделий ОАО «Донецкая Мануфактура М».
- Химическая промышленность
  - Компания Вотерфол - предприятие производит всю линейку биаксиально-ориентированных полипропиленовых плёнок (БОПП) основных и специальных марок, применяемых ключевыми заказчиками. Мощность производства — 60 000 т/год.
- Топливно-энергетический комплекс
  - ООО «Эталон МК» — оптовая торговля ГСМ, реализация ГСМ посредством топливных карт.
  - ООО «Шахтинская газотурбинная электростанция», электрическая мощность - 100 МВт, тепловая — 100 Гкал/час.